# Miroslav Cerar
Miroslav Cerar (Liubliana, Yugoslavia, 28 de octubre de 1939) fue un gimnasta artístico yugoslavo, especialista en la prueba de caballo con arcos con la que logró ser doble campeón olímpico en 1964 y 1968 además de en otras tres ocasiones campeón del mundo; y también logró ser campeón del mundo en 1962 en la prueba de barras paralelas.

## Carrera deportiva
Este año ganó su primera medalla en una competición a nivel mundial, en el Mundial de Moscú 1958 donde consiguió el bronce en caballo con arcos, tras los soviéticos Boris Shakhlin y Pavel Stolbov.
En el Mundial de Praga 1962 gana dos oros: en caballo con arcos —por delante de Boris Shakhlin y Takashi Mitsukuri y Yu Lifeng que empataron con el bronce— y en paralelas, por delante de nuevo del soviético Boris Shakhlin y del japonés Yukio Endo.
En las Olimpiadas de Tokio 1964 gana el oro en caballo con arcos, y bronce en barra horizontal tras los soviético Boris Shakhlin y Yuri Titov.
En el Mundial de Dortmund 1966 gana oro en caballo con arcos y bronce en barras paralelas.
En las Olimpiadas de México 1968 consigue el oro en caballo con arcos, por delante del finlandés Olli Laiho y del soviético Mikhail Voronin.
Por último, poniendo fin a esta exitosa carrera deportiva en Olimpiadas y Mundiales, en el Mundial de Liubliana (Yugoslavia, actual Eslovenia) de 1970 gana el oro en su prueba estrella, en caballo con arcos.